# I Lombardi alla prima crociata
I Lombardi alla prima crociata è la quarta opera di Giuseppe Verdi, composta su libretto di Temistocle Solera e andata in scena al Teatro alla Scala l'11 febbraio 1843.
L'opera ottenne un buon successo, come l'opera precedente a essa, Nabucco. Una nuova versione, in francese, intitolata Jérusalem andrà in scena nel 1847.

## Interpreti originali
Gli artisti coinvolti nella prima furono:

| Personaggio                           | Interprete                                           | Registro vocale |
| ------------------------------------- | ---------------------------------------------------- | --------------- |
| Arvino                                | Giovanni Severi                                      | tenore          |
| Pagano                                | Prosper Dérivis                                      | basso           |
| Viclinda                              | Teresa Ruggeri                                       | soprano         |
| Giselda                               | Erminia Frezzolini                                   | soprano         |
| Acciano                               | Luigi Vairo                                          | basso           |
| Oronte                                | Carlo Guasco                                         | tenore          |
| Sofia                                 | Amalia Gandaglia                                     | soprano         |
| Pirro                                 | Gaetano Rossi                                        | basso           |
| Priore                                | Napoleone Marconi                                    | tenore          |
| Scene                                 | Baldassare Cavallotti                                |                 |
| Maestro del coro                      | Giulio Granatelli                                    |                 |
| Maestro al cembalo                    | Giuseppe Verdi (per tre recite), poi Giacomo Panizza |                 |
| Primo violino e direttore d'orchestra | Eugenio Cavallini                                    |                 |

## Trama

### Atto I - La vendetta

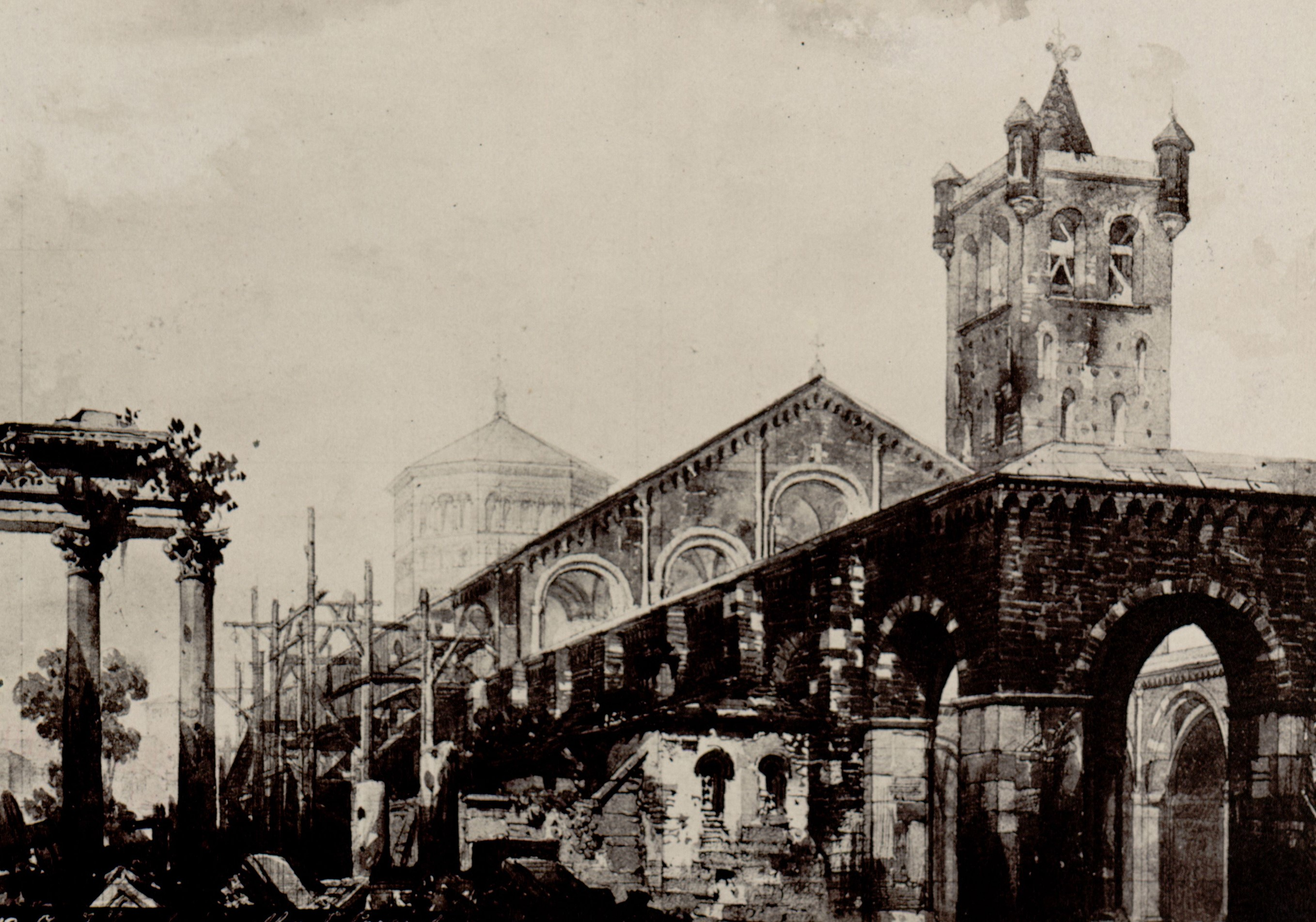
La Vendetta. La piazza di S. Ambrogio, bozzetto per I Lombardi alla prima crociata atto 1 (1864).
Archivio Storico Ricordi

La scena è a Milano, tra il 1097 e il 1099. Nella Basilica di Sant'Ambrogio, Arvino ha concesso il perdono al fratello Pagano, colpevole di averlo aggredito in uno scatto di gelosia, per amore della bella Viclinda, ora moglie di Arvino. Dopo essere stato proscritto ed esiliato, Pagano ritorna in Milano, col perdono dei parenti. I cittadini se ne rallegrano (O nobile esempio!), ma al pentimento non credono né Arvino, né la moglie né la figlia Giselda. In quel momento il priore annuncia che Arvino condurrà i crociati a Gerusalemme. Rimasto solo con lo scudiero Pirro, Pagano rivela il suo rancore per Viclinda e il fratello, che medita di uccidere, chiedendo la complicità di Pirro e di alcuni scagnozzi (Sciagurata! Hai tu creduto).
Intanto, nel palazzo di Folco, Giselda e Viclinda sono turbate per la sorte di Arvino: temono che accadrà qualcosa di orribile. Pregano per la salvezza del padre (Salve Maria). Pirro avvisa Pagano che Arvino si è coricato, e che può agire. Pagano entra, ma, tra l'orrore di Viclinda e di Giselda, egli si scopre di non aver ucciso Arvino, che giunge subito per il rumore, ma il padre. Pagano, inorridito, invoca su di sé la maledizione di Dio. Quando arrivano per ucciderlo, Giselda si oppone, dicendo che l'unico castigo per Pagano è il rimorso.

### Atto II - L'uomo della caverna

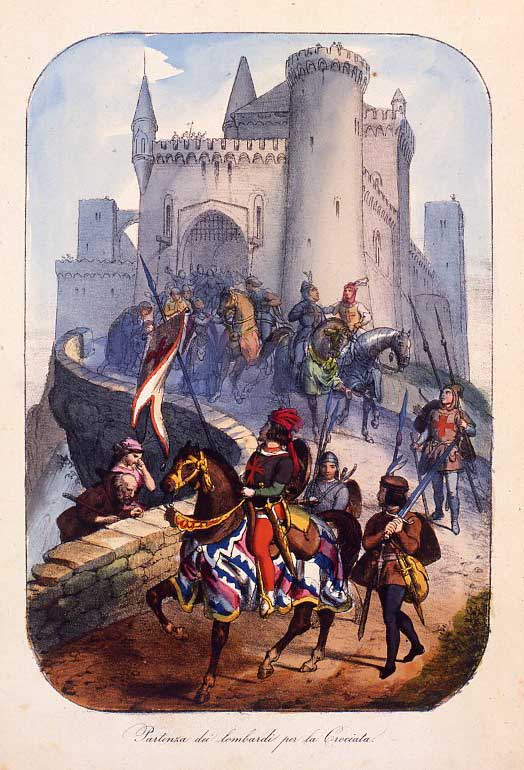
Illustrazione dedicata all'opera I lombardi della prima crociata

Il secondo atto si apre nelle stanze di Acciano, tiranno di Antiochia. Il tiranno invoca la vendetta di Allah sui cristiani, che hanno invaso il territorio. Oronte, suo figlio, chiede alla madre Sofia, segretamente convertita al cristianesimo, notizie su Giselda, la bella cristiana prigioniera che ama, ricambiato. La madre gli riferisce che Giselda lo sposerà solo se egli si convertirà al cristianesimo. Oronte accetta (La mia letizia infondere).
In una grotta, vive in esilio Pagano, aspettando l'arrivo dei cristiani. Intanto si presenta a lui Pirro, divenuto musulmano, che non lo riconosce. Pirro invoca il suo aiuto per avere il perdono divino: per meritarlo, essendo custode delle mura di Antiochia, le aprirà ai Lombardi. Nello stesso momento, appare Arvino, che, non riconoscendo il fratello, lo prega affinché si possa salvare la figlia Giselda. Pagano annuncia che la città cadrà la notte stessa; segue un coro di giubilo dei crociati (Stolto Allah!).
Nell'harem, Giselda invoca la madre affinché la perdoni del fatto di essersi innamorata di un pagano (Madre, dal ciel soccorri). Sofia avverte una triste Giselda che un traditore ha consegnato la città ai cristiani, e ora Oronte e Acciano giacciono morti nella battaglia. Arvino, appena giunto, sente la figlia maledire il trionfo cristiano e la ripudia. Sta per ucciderla, quando interviene l'eremita che la salva, svelandogli che la ragazza agisce così per amore.

### Atto III - La conversione
Nella Valle di Giosafat. Giselda rimpiange Oronte, che, improvvisamente, le compare davanti in veste lombarda. Egli non era morto ma solo ferito. I due (dopo il duetto Teco io fuggo), fuggono insieme. Arvino, però, la maledice, dopo averla vista fuggire con l'amante (Sì, del ciel che non punisce), e anche Pagano, che alcuni crociati hanno visto nell'accampamento.
Intanto, nella grotta, Giselda conduce Oronte ferito mortalmente. Giunge Pagano, che esorta Oronte a convertirsi, per amor di Giselda. Il musulmano si converte, e muore, invocando Giselda, e con la benedizione di Pagano.

### Atto IV - Il Santo Sepolcro
Sempre nella caverna. Entrano Pagano e Arvino. Pagano mostra la figlia assetata e colta da febbre, che invoca il perdono. Arvino perdona Giselda. La fanciulla delira: le appare in sogno Oronte che annuncia ai cristiani che le acque del Siloe placheranno la siccità che li ha colpiti (Qual prodigio!).
Intanto, i Lombardi pregano il Signore, e ricordano l'aria fresca, la natura e la pace della terra lombarda con la famosa preghiera O Signore, dal tetto natìo. Giungono Giselda, Pagano e Arvino che annunciano che hanno trovato le acque del Siloe, come predetto dal sogno di Giselda. Mentre i cristiani esultano, Pagano, in punto di morte, rivela ad Arvino che egli non è un semplice eremita ma anche suo fratello, e invoca il suo perdono. Arvino lo benedice mentre Gerusalemme cade in mano ai crociati.

## Brani celebri

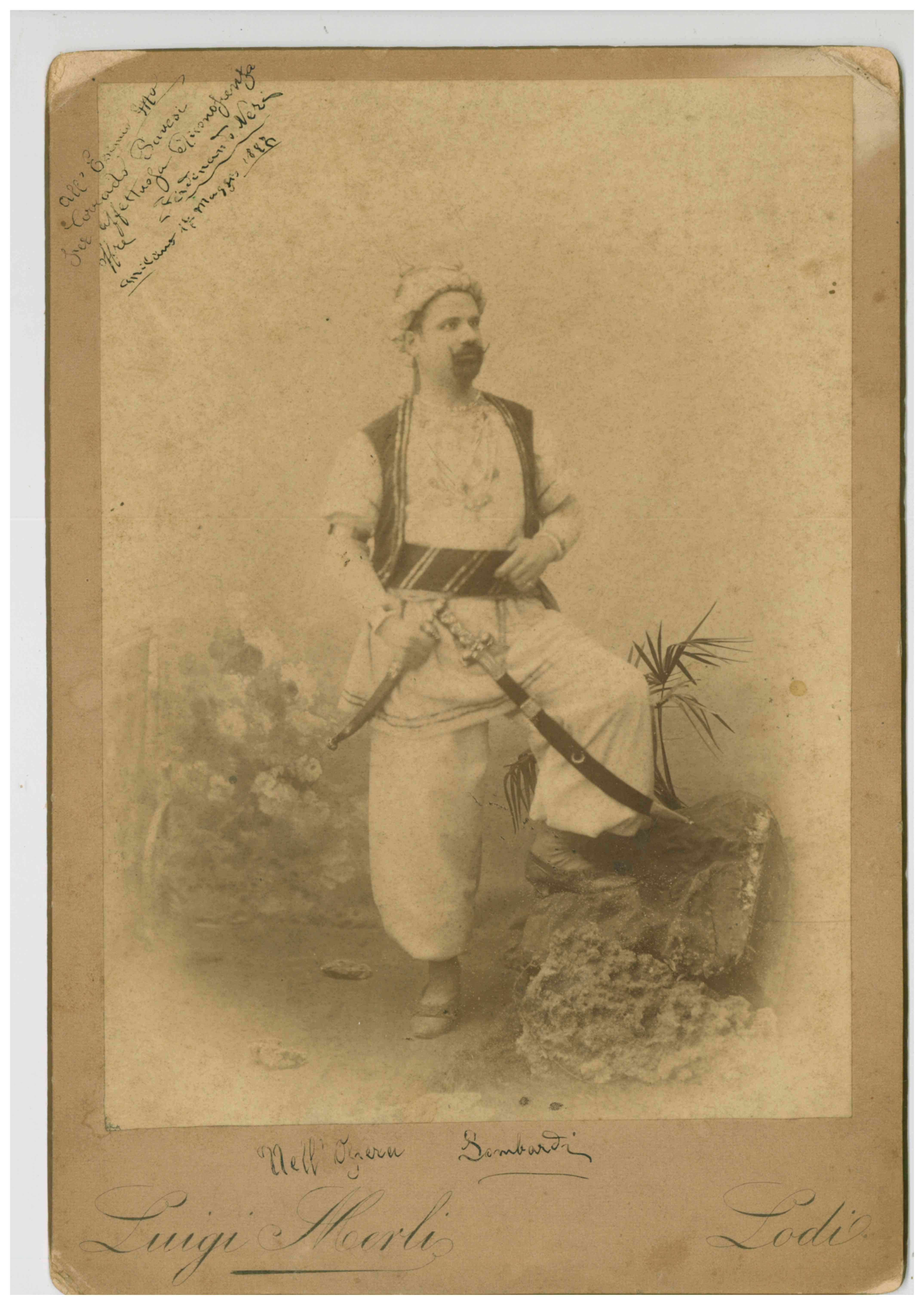
Costume di scena de I Lombardi alla Prima Crociata di G. Verdi per una rappresentazione del 1897

- "O Signore, dal tetto natìo"
- "La mia letizia infondere"

## Numeri musicali

### Atto I
- 1 Preludio
- 2 Introduzione
  - Coro Oh nobile esempio! (Coro) Scena I
  - Scena Qui nel luogo santo e pio (Pagano, Arvino, Viclinda, Giselda, Pirro, Coro) Scena II
  - Quintetto T'assale un tremito!... - sposo, che fia? (Viclinda, Giselda, Arvino, Pagano, Pirro) Scena II
  - Seguito dell'Introduzione Or s'ascolti il voler cittadino! (Priore, Arvino) Scena II
  - Stretta dell'Introduzione All'empio che infrange la santa promessa (Viclinda, Giselda, Pirro, Arvino, Pagano, Coro) Scena II
- 3 Coro e Aria di Pagano
  - Coro A te nell'ora infausta (Coro interno di Claustrali) Scena III
  - Recitativo Vergini!... il ciel per ora (Pagano) Scena IV
  - Aria Sciagurata! hai tu creduto (Pagano) Scena IV
  - Tempo di mezzo Molti fidi qui celati (Pirro, Pagano) Scena IV-V
  - Coro Niun periglio il nostro seno (Coro di Sgherri) Scena V
  - Cabaletta O speranza di vendetta (Pagano, Coro) Scena V
- 4 Recitativo e Ave Maria
  - Recitativo Tutta tremante ancor l'anima io sento... (Viclinda, Arvino, Giselda) Scena VI
  - Preghiera Salve Maria (Giselda) Scena VI
- 5 Finale I
  - Scena Vieni!... già posa Arvino (Pirro, Pagano, Viclinda, Arvino) Scena VII-VIII-IX
  - Finale I Mostro d'averno orribile (Pagano, Pirro, Viclinda, Arvino) Scena IX
  - Seguito del Finale Parricida!... E tu pure trafitto (Arvino, Giselda, Pagano, Pirro, Coro) Scena IX
  - Stretta del Finale Ah! sul capo mi grava l'Eterno (Pagano, Pirro, Viclinda, Arvino, Coro) Scena IX

### Atto II
- 6 Introduzione
  - Coro È dunque vero? (Ambasciatori, Acciano, Coro) Scena I
- 7 Cavatina di Oronte
  - Scena O madre mia, che fa colei? (Oronte, Sofia) Scena II
  - Cavatina La mia letizia infondere (Oronte) Scena II
  - Tempo di mezzo Oh! ma pensa che non puoi (Sofia, Oronte) Scena II
  - Cabaletta Come poteva un angelo (Oronte, Sofia) Scena II
- 8 Scena, Marcia dei Crociati e Inno
  - Scena E ancor silenzio! (Pagano) Scena III
  - Adagio Ma quando un suon terribile (Pagano) Scena III
  - Scena e Marcia Ma chi viene a questa volta? (Pagano, Pirro) Scena III-IV-V
  - Duettino Sei tu l'uom della caverna? (Arvino, Eremita) Scena V
  - Inno Stolto Allah... sovra il capo ti piomba (Coro) Scena V
- 9 Coro
  - Coro La bella straniera che l'alme innamora! (Coro nell'Harem) Scena VI
- 10 Finale II
  - Scena Oh madre, dal cielo soccorri al mio pianto (Giselda) Scena VII
  - Rondò Se vano è il pregare che a me tu ritorni (Giselda, Sofia, Pagano, Arvino, Coro) Scena VII-VIII
  - Stretta del Finale Ah taci, incauta! (Pagano, Arvino, Giselda, Coro) Scena VIII

### Atto III
- 11 Introduzione
- Coro della Processione Gerusalem... Gerusalem... la grande (Coro) Scena I
- 12 Recitativo e Duetto di Giselda e Oronte
  - Recitativo Dove sola m'inoltro? (Giselda, Oronte) Scena II-III
  - Duetto O belle, a questa misera (Giselda, Oronte) Scena III
- 13 Scena e Aria di Arvino
  - Scena Che vid'io mai?... (Arvino) Scena IV
  - Aria Qual nuova? - Sì!... del ciel che non punisce (Arvino, Coro) Scena V
- 14 Scena e Terzetto
  - Scena Qui posa il fianco!... (Giselda, Oronte, Pagano) Scena VI-VII
  - Terzetto Qual voluttà trascorrere (Oronte, Giselda, Pagano) Scena VII

### Atto IV
- 15 Introduzione
  - Scena Vedi e perdona! (Giselda, Pagano, Arvino) Scena I
- 16 Visione
  - Coro Componi, o cara vergine (Coro di Celesti) Scena II
  - Visione Oh! di sembianze eteree (Giselda) Scena II
  - Aria In cielo benedetto (Oronte) Scena II
  - Aria Non fu sogno!... in fondo all'alma (Giselda) Scena II
- 17 Finale ultimo
  - Coro O Signore, dal tetto natio (Crociati, Pellegrini, Donne) Scena III
  - Scena Al Siloe! al Siloe! (Coro, Giselda, Arvino) Scena III-IV
  - Inno Guerra! guerra! s'impugni la spada (Coro) Scena IV
  - Scena Questa è mia tenda... (Arvino, Giselda, Pagano) Scena V
  - Terzettino Un breve istante (Pagano, Giselda, Arvino) Scena V
  - Inno finale Dio pietoso!... di quale contento (Pagano, Arvino, Giselda, Coro) Scena VI

## Discografia
| Anno | Cast (Oronte, Giselda, Pagano/Eremita, Arvino, Pirro)                                       | Direttore            | Etichetta       |
| ---- | ------------------------------------------------------------------------------------------- | -------------------- | --------------- |
| 1951 | Gustavo Gallo, Maria Vitale, Mario Petri, Aldo Bertocci, Mario Frosini                      | Ermanno Wolf-Ferrari | Warner Classics |
| 1969 | Luciano Pavarotti, Renata Scotto, Ruggero Raimondi, Umberto Grilli, Mario Rinaudo           | Gianandrea Gavazzeni | Memories        |
| 1971 | Plácido Domingo, Cristina Deutekom, Ruggero Raimondi, Jerome Lo Monaco, Stafford Dean       | Lamberto Gardelli    | Decca           |
| 1976 | José Carreras, Sylvia Sass, Nicola Ghiuselev, Ezio Di Cesare, Michael Langdon               | Lamberto Gardelli    | SRO             |
| 1996 | Luciano Pavarotti, June Anderson, Samuel Ramey, Richard Leech, Ildebrando D'Arcangelo       | James Levine         | Decca           |
| 2001 | Massimo Giordano, Dimitra Theodossiou, Giorgio Surian, Francesco Piccoli, Pietro Vultaggio  | Tiziano Severini     | Dynamic         |
| 2013 | Francesco Meli, Dimitra Theodossiou, Michele Pertusi, Roberto De Biasio, Roberto Tagliavini | Daniele Callegari    | C Major         |
| 2018 | Francesco Meli, Angela Meade, Alex Esposito, Giuseppe Gipali, Antonio Di Matteo             | Michele Mariotti     | Dynamic         |

## Videografia
| Anno | Cast (Oronte, Giselda, Pagano/Eremita, Arvino, Pirro)                                       | Direttore            | Regista                       | Etichetta |
| ---- | ------------------------------------------------------------------------------------------- | -------------------- | ----------------------------- | --------- |
| 1984 | José Carreras, Ghena Dimitrova, Silvano Carroli, Carlo Bini, Luigi Roni                     | Gianandrea Gavazzeni | Gabriele Lavia                | Kultur    |
| 2012 | Francesco Meli, Dimitra Theodossiou, Michele Pertusi, Roberto De Biasio, Roberto Tagliavini | Daniele Callegari    | Lamberto Puggelli             | Unitel    |
| 2015 | Fabio Sartori, Dimitra Theodossiou, Ruggero Raimondi, Tito Beltran, Enrico Iori             | Piergiorgio Morandi  | Giancarlo Cobelli             | Unitel    |
| 2018 | Francesco Meli, Angela Meade, Alex Esposito, Giuseppe Gipali, Antonio Di Matteo             | Michele Mariotti     | Stefano Mazzonis di Pralafera | Dynamic   |